# Mihály Bozsi
Mihály Bozsi (Boedapest, 2 maart 1911 – aldaar, 5 mei 1948) is een voormalig Hongaars waterpolospeler.
Mihály Bozsi nam als waterpoloër succesvol deel aan de Olympische Spelen, 1936. In 1936 speelde hij zes wedstrijden, inclusief de finale, en veroverde een gouden medaille.
Jenő Brandi · 
Mihály Bozsi · 
György Bródy · 
Olivér Halassy · 
Kálmán Hazai · 
Márton Homonnai · 
György Kutasi · 
István Molnár · 
János Németh · 
Miklós Sárkány · 
Sándor Tarics
- International Standard Name Identifier: 0000 0000 7967 0357
- Virtual International Authority File: 121432358